# Albert Schiestl-Arding

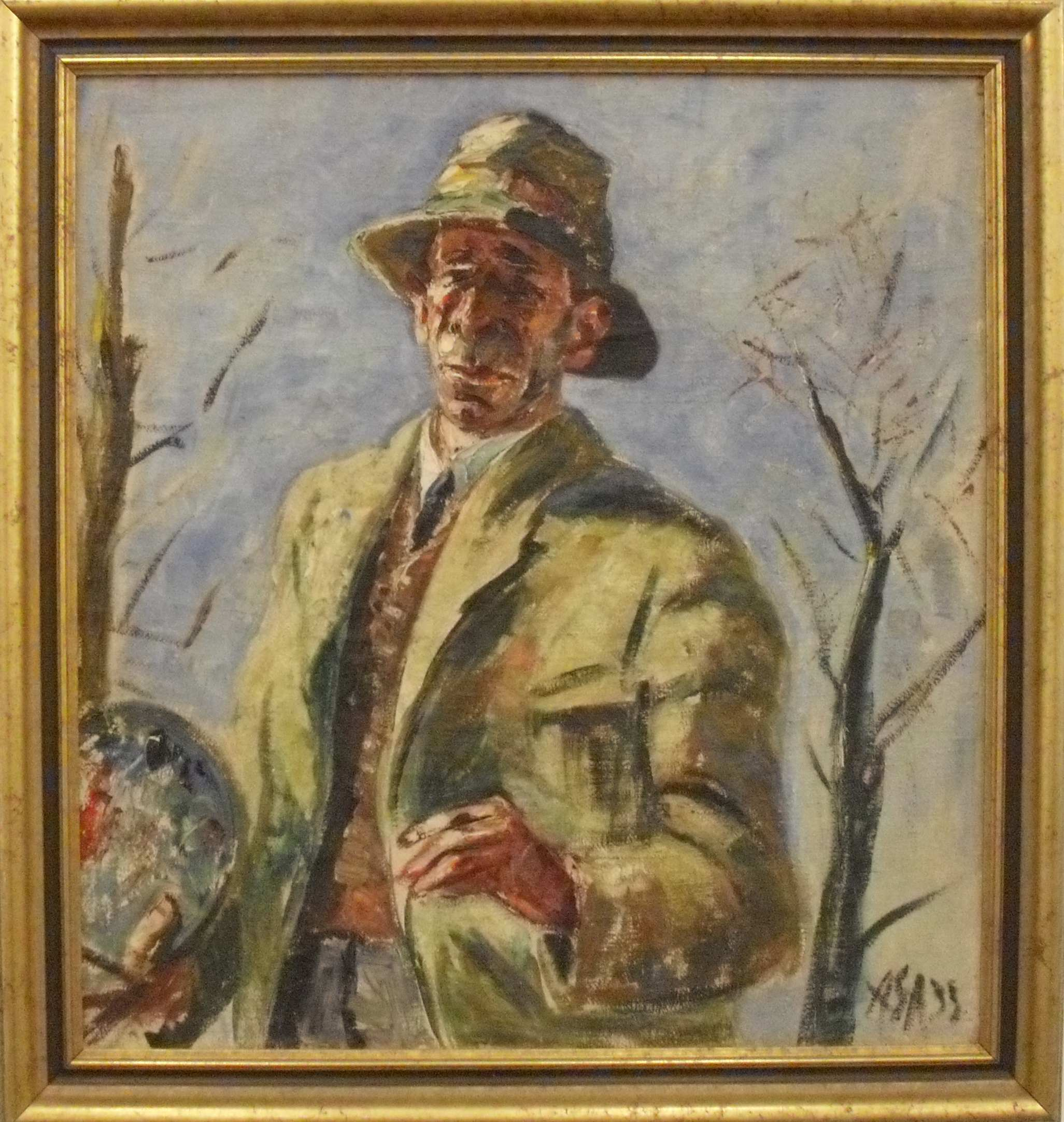
Selbstbildnis 1932, Kunsthalle Schweinfurt

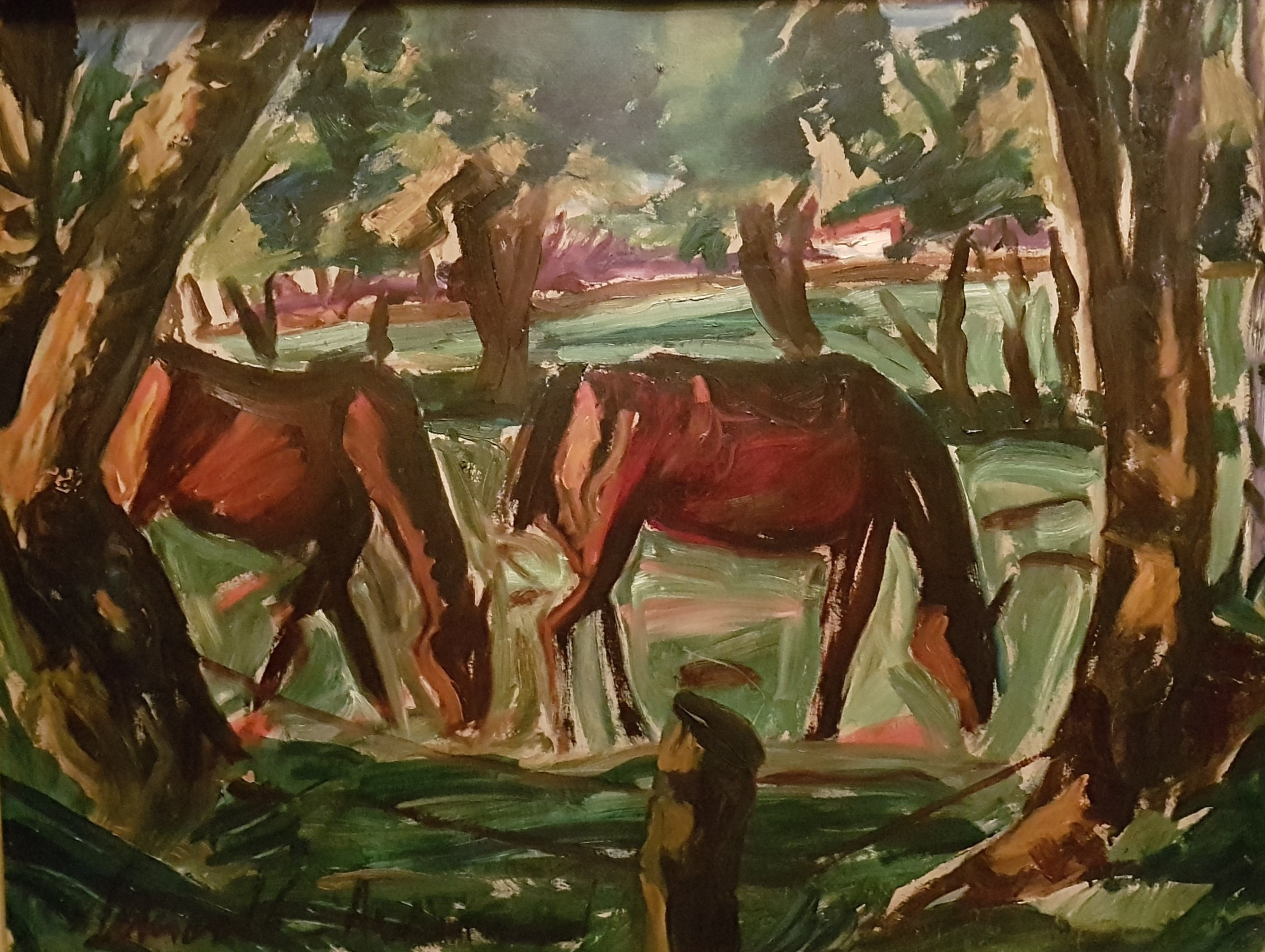
Zwei Pferde. Öl auf Karton, Signiert Schiestl-Arding 1921.

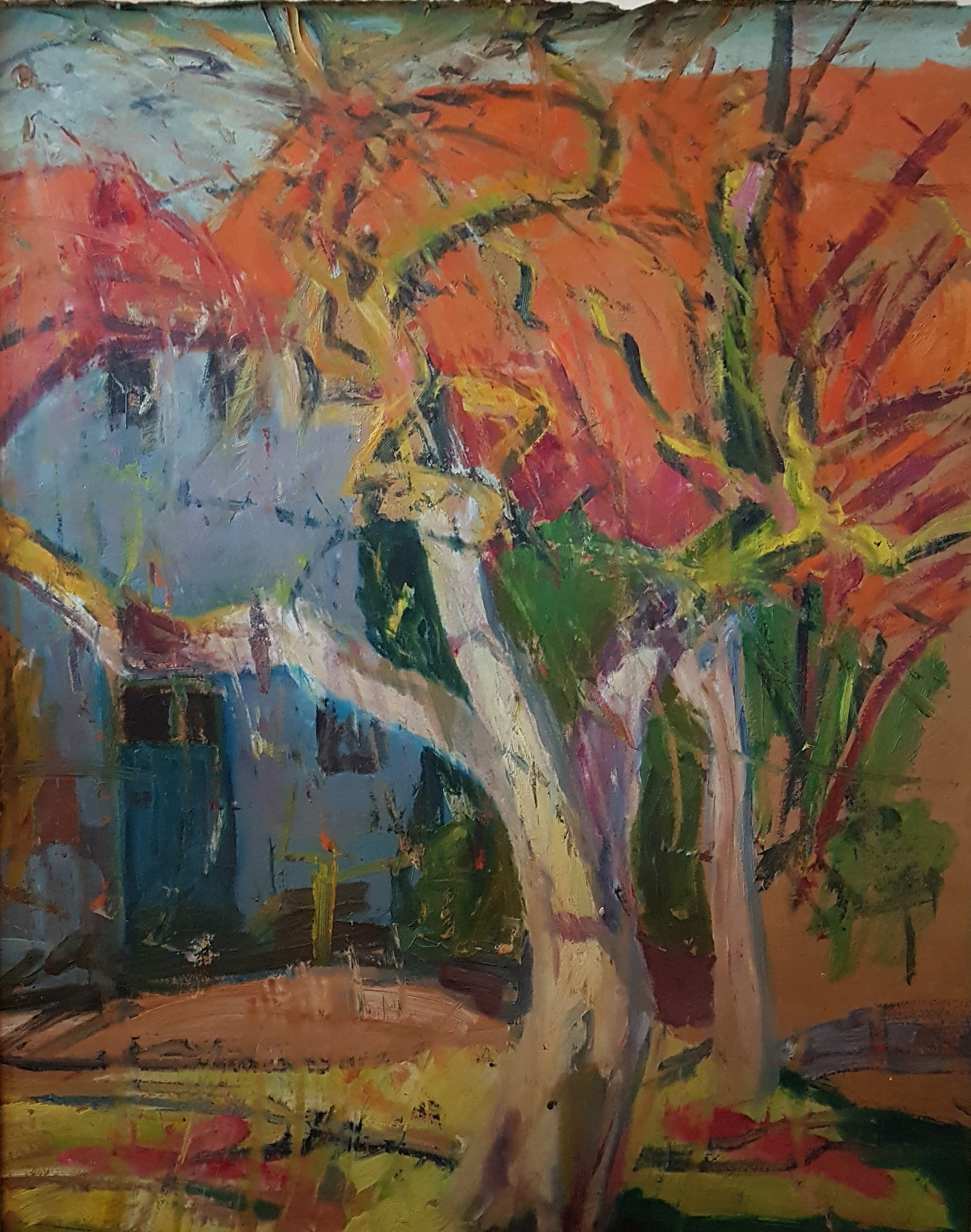
Häuser in Worpswede. Öl auf Karton, Unsigniert, c. 1920–22.

Albert Schiestl-Arding (* 27. April 1883 in Erding; † 14. Februar 1937 in Bremen) war ein deutscher Maler, der dem expressiven Realismus zuzuordnen ist.

## Leben
Nach Mittlerer Reife und Lehre in einer Augsburger Tuchgroßhandlung studierte Schiestl-Arding von 1901 bis 1903 an der Münchner Kunstakademie und nahm anschließend bis 1905 Privatunterricht bei Münchner Malern. Aus Gründen körperlicher Schwäche scheiterten eine  Auswanderung nach Amerika und eine Kriegsteilnahme, er wurde aber als Sanitäter an der Westfront eingesetzt. 
1916 zog er mit seiner Frau  Annemarie Holländer und seiner Tochter nach Worpswede. Seine Ehe scheiterte 1922, im darauf folgenden Jahr verlor er durch einen Brand seines Ateliers sein bis dahin entstandenes  Werk. 
Nach einem Sanatoriumsaufenthalt nahm er die Malerei wieder auf, zog 1926 erneut nach Worpswede und konnte seine Bilder auf mehreren Ausstellungen zeigen. Die nun folgende Schaffensperiode wurde durch eine Krise in der mit der Schauspielerin Irmgard Schott geschlossenen zweiten Ehe unterbrochen. 1936 erkrankte Schiestl-Arding an Lungentuberkulose, der er im folgenden Jahr erlag.
Albert Schiestl-Arding war Mitglied im Deutschen Künstlerbund.

## Werke (Auswahl)
- Tisch mit Flaschen, Gläsern und Topfblume. Um 1920, Öl auf Malpappe, auf Spanplatte kaschiert
- Dame in blauem Mantel 1925, Öl auf Leinwand
- Porträt Claire Sasse. 1925, Öl auf Leinwand
- Stillleben mit Tulpenstrauß und Kirschblütenzweigen. 1927, „Oil on Burlap“
- Dahlien vor rotem Grund. 1928, Öl auf Malpappe
- Wolfsjagd. 1929, Öl auf Holz
- Selbstbildnis. Um 1930, Öl auf Hartfaserplatte
- Stillleben mit Enten und Hund. 1930, Öl auf Sperrholz
- Blumenstillleben. o. J., Öl auf Holz
- Großer Blumenstrauß. o. J., Öl auf Holz
- Großes Blumenstilleben. o. J.
- Sommerblumenstrauß. o. J., Öl auf Leinwand
- Sonnenblumen. Um 1920, Öl auf Hartfaserplatte